# Glossomaera lindsae
Glossomaera lindsae is een vlokreeftensoort uit de familie van de Maeridae. De wetenschappelijke naam van de soort is voor het eerst geldig gepubliceerd in 1989 door Myers.